# Wirritina brevipes
Wirritina brevipes is een rechtvleugelig insect uit de familie Gryllacrididae. De wetenschappelijke naam van deze soort is voor het eerst geldig gepubliceerd in 1934 door Ander.